# Atentat na Cezara
Atentat na Cezara se dogodio 15. ožujka 44. pr. Kr. kada je u Pompejevu kazalištu skupina od desetak urotnika, većinom senatora na čelu s Markom Junijem Brutom i Gaj Kasijem Longinom noževima na smrt izbola rimskog diktatora. Urotnike koji su sebi dali ime Liberatores (Osloboditelji) su vodili različiti motivi, ali im je glavni bilo republikansko uvjerenje, odnosno bojazan da bi Cezar, koji je nedugo prije toga u građanskom ratu preuzeo svu vlast nad rimskom državom, mogao sebe proglasiti kraljem i tako ukinuti Republiku. Njihov čin je, međutim, umjesto povratka na stari republikanski režim izazvao seriju građanskih ratova i uspostavu Carstva pod Cezarovim nasljednikom Oktavijanom Augustom.
Dramatične okolnosti u kojima se atentat dogodio i njegove neposredne posljedice čine ubojstvo Julija Cezara jednim od najpoznatijih atentata u povijesti. Također je poslužio kao inspiracija za brojna umjetnička i književna djela, od kojih se najviše ističe Shakespeareova tragedija Julije Cezar.
Uboden je 23 puta, a na samrti je izrekao, prema raznim verzijama, ove riječi:
- Καὶ συ τέκνον? (grčki, "I ti, sine?")
- Tu quoque, Brute, filī mī! (latinski, "Zar i ti, Brute, sine moj!")
- Et tu, Brute? (latinski, "I ti, Brute?")
- Etiam tu, mi fili Bruti! (latinski, "Zar i ti, (moj) sine Brute")